# Carate Urio
Carate Urio es una localidad y comune italiana de la provincia de Como, región de Lombardía, con 1.208 habitantes.

## Evolución demográfica
| Gráfica de evolución demográfica de Carate Urio entre 1861 y 2001 |
|                                                                   |
| Fuente ISTAT - elaboración gráfica de Wikipedia                   |